# Ban Thục truyền kỳ
Ban Thục truyền kỳ (tên tiếng Anh: Ban Shu Legend), là một bộ phim được chế tác bởi Vu Chính, giám chế Uông Hằng, Lý Tú Trân,sản xuất Vương Hạo. Phim khởi quay từ ngày 19-1-2014 đến ngày 2-5-2014 và phát online vào ngày 6-10-2015 Tencent QQ, ngày 8-2-2016 trên kênh truyền hình CCTV8. Phim được đầu tư trang phục đẹp, hình ảnh tươi sáng, nội dung hài hước.

## Nội dung
Ban Thục truyền kỳ lấy bối cảnh thời Đông Hán, người con gái Ban Thục (Cảnh Điềm) từ nhỏ đã thất lạc cha mẹ và lớn lên ở một thảo nguyên rộng lớn. Lớn lên, khi cô gặp lại người cha Ban Siêu của mình, ông lại trở bệnh nặng và ra đi. Để được công nhận là người của gia tộc họ Ban, Ban Thục được sắp xếp vào cung.
Đặng Thái Hậu (Lý Thạnh) rất coi trọng việc giáo dục cho con em quý tộc nên đã cho thành lập nội học đường, chiêu mộ những nhân tài về làm nữ phó, thiếu phó: phụ trách việc dạy dỗ trong cung. Với tư chất thông minh cùng kiến thức sâu rộng, cô được Đặng Thái Hậu ban cho chức vị nữ Học sĩ trong nội học đường. Chưa từng học qua các quy tắc trong cung, tính cách nghĩa hiệp của cô nhiều lần gây ra biết bao trận cười tại chốn này. Bộ phim còn xoay quanh chuyện tình cảm của những nam thanh nữ tú trong hoàng cung.

## Diễn viên
- Cảnh Điềm vai Ban Thục
- Trương Triết Hạn vai Vệ Anh
- Lý Thạnh vai Hoà Hi Đặng Thái Hậu/ Đặng Tuy (hoàng hậu thứ hai của Hán Hoà Đế ) / Em gái Đặng Chất
- Lý Giai Hàng vai Đặng Chất/ Đặng Đại tướng quân/ Anh trai của Đặng Tuy
- Phó Tân Bác vai Hoắc Hằng/ Hoắc Hoàn
- Lý Tâm Ngải vai Khấu Lan Chi
- Đặng Sa vai Diêu Quyên
- Trương Hinh Dư vai Lưu Huyên
- Dương Cung Như vai Chu Dương Thị/ Vợ Chu Minh Đường
- Khâu Tâm Chí vai Chu Minh Đường
- Tôn Di vai Lâm Sầm
- Điềm Nữu vai Ban Chiêu
- Tang Hồng Na vai Âm Tú
- Vương Lâm vai Nam Dương Vương Phi
- Lư Dũng vai Dương Chấn
- Khang Ninh vai Lưu Hưng
- Trương Tuyết Nghênh vai Lưu Diễm
- Trịnh Đan Lôi vai A Tương
- Khang Lỗi vai Hoàng Tử Lâu Lan
- Vương Song vai Minh Cung Trưởng
- Quan Hiểu Đồng vai Giang Tú
- Tưởng Y Y vai Giang Lăng
- Tiêu Tuấn Diễm vai A Nguyệt
- Tăng Nhất Huyên vai Cẩm Thư
- Địch Lệ Nhiệt Ba vai Công Chúa Lâu Lan
- Nhạc Đông Phong vai Thái Luân
- Châu Thiệu Đống vai Dương Chấn
- Tào Hinh Nguyệt vai Bích Ngọc
- Trương Mông vai Nguyệt Cẩm
- Quý Thần vai Mạc Đông
- Cao Vân Tường vai Tố Lợi
- Phạm Lâm Lâm vai A Huệ
- Cao Cơ Tài vai Chu Đinh
- Mễ Nhiệt vai Khấu Phong
- Tang Hồng Na vai Âm Tú
- Tiếu Vũ Vũ vai Hạ Văn Cơ
- Trương Dật Kiệt vai Lưu Hoằng
- Trương Gia vai Ban Dũng

## Nhạc phim[5]
| Tên              | Trình Bày        | Lời        | Sáng Tác  | Loại           |
| ---------------- | ---------------- | ---------- | --------- | -------------- |
| Kinh Hồng        | Trương Triết Hạn | Đoàn Tứ Tứ | Đàm Tuyền | Ca khúc chủ đề |
| Người Trong Lòng | Cảnh Điềm        | Vu Chính   | Đàm Tuyền | Phiến Vĩ Khúc  |

## Rating
| Ngày      | Tập   | Ratings | Audience share | Hạng |
| --------- | ----- | ------- | -------------- | ---- |
| 2016.2.8  | 1-4   | 0.389   | 1.24           | 10   |
| 2016.2.9  | 5-8   | 0.463   | 1.63           | 11   |
| 2016.2.10 | 9-12  | 0.431   | 1.49           | 13   |
| 2016.2.11 | 13-16 | 0.420   | 1.27           | 11   |
| 2016.2.12 | 17-20 | 0.499   | 1.43           | 7    |
| 2016.2.13 | 21-24 | 0.564   | 1.49           | 11   |
| 2016.2.14 | 25-28 | 0.689   | 2.09           | 9    |
| 2016.2.15 | 29-32 | 0.633   | 1.94           | 11   |
| 2016.2.16 | 33-36 | 0.698   | 2.17           | 10   |
| 2016.2.17 | 37-40 | 0.744   | 2.28           | 9    |
| 2016.2.18 | 41-42 | 0.694   | 1.82           | 10   |